# Superflare
Ein Superflare (engl. flare: Flackern, Fackel) ist eine Eruption auf einem sonnenähnlichen Stern, bei der in einer Stunde eine Energie von 1026 bis 1031 Joule freigesetzt wird. Superflares sind damit bis zu eine Million Mal so energiereich wie die größten bisher beobachteten Sonneneruptionen.
Auch von normalen Flares, wie sie in UV-Ceti-Sternen, BY-Draconis-Sternen, FK-Comae-Berenices-Sternen, RS-Canum-Venaticorum-Sternen und wechselwirkenden Algolsternen auftreten, unterscheiden sich Superflares nur durch die Menge der freiwerdenden Energie.

## Entstehung
Sonneneruptionen und die normalen Flares bei UV-Ceti-Sternen (auch Flare-Sterne genannt) sind eine Folge von magnetischen Kurzschlüssen der stellaren Feldlinien in der Korona. Die dabei freigesetzte Energie beschleunigt Partikel in die unter der Korona liegende Chromosphäre, die dort mit der dichteren Materie kollidieren. Das Plasma der Chromosphäre wird dabei erwärmt und mit hoher Geschwindigkeit zurück in die Korona beschleunigt. Flares können im Bereich der Röntgen-, Ultraviolett- und Radiostrahlung sowie im sichtbaren Licht nachgewiesen werden.
Sterne mit Superflares rotieren nicht notwendigerweise schneller als die Sonne, obwohl das in der Stellarphysik normalerweise eine Voraussetzung für hohe chromosphärische Aktivität ist.
Sterne mit Superflares zeigen jedoch eine größere Bedeckung mit Sternflecken als die Sonne. Zwischen der durch Sternflecken bedeckten Fläche und der während der Superflare freigesetzten Energie besteht eine Beziehung; ein äquivalenter Zusammenhang ist auch auf der Sonne zwischen der Fläche der Sonnenflecken und der bolometrischen Leuchtkraft von Flares beobachtet worden. Dies lässt vermuten, dass die während Superflares abgestrahlte magnetische Energie in den Sternflecken oder um sie herum gespeichert wurde.
Sterne mit beobachteten Superflares scheinen über ein deutlich stärkeres globales Magnetfeld zu verfügen als die Sonne.

### Verworfene Hypothesen
Die Vermutung, dass Superflares durch einen Kurzschluss von Magnetfeldern zwischen einem Hot Jupiter und einem aktiven Stern hervorgerufen werden, hat sich nicht bestätigt; sonnenähnliche Sterne mit Superflares werden nicht von Hot Jupitern umkreist.
Beobachtungen von Superflare-Sternen mit dem Kepler-Weltraumteleskop haben auch Hypothesen widerlegt, wonach die starke magnetische Aktivität auf diesen Sternen die Folge einer gebundenen Rotation zwischen dem Stern und einem Planeten ist, bei denen die Magnetfelder der beiden Körper wechselwirken.

## Auftreten, Auswirkungen und Häufigkeit
Folgende Parameter von G-Sternen mit Superflares unterscheiden sich nicht wesentlich von denen der Sonne:
- Rotationsgeschwindigkeit
- magnetische Flussdichte
- Abwesenheit eines stellaren oder großen planetaren Begleiters
- effektive Temperatur
- Oberflächenbeschleunigung
- Metallizität.

Daher treten Superflares evtl. auch auf der Sonne auf.
Superflares mit Energien von über 1037 erg schädigen bei erdähnlichen Planeten in der habitablen Zone die Ozonschicht und können die Ursache für Massenaussterben von landgestütztem Leben sein. Superflares am unteren Ende der Energieskala mit Energien von 1034 erg treten alle 800 Jahre bei sonnenähnlichen Sternen mit Rotationsperioden von 10 Tagen auf und Eruptionen von 1035 erg durchschnittlich alle 5000 Jahre. Diese Ereignisse können wahrscheinlich auch auf der Sonne auftreten und würden sowohl die Bordelektronik aller Satelliten als auch das elektrische Hochspannungsnetz schwer beschädigen.